# Centromerus
Centromerus är ett släkte av spindlar som beskrevs av Dahl 1886. Centromerus ingår i familjen täckvävarspindlar.

## Dottertaxa tillCentromerus, i alfabetisk ordning[1][2]
- Centromerus acutidentatus
- Centromerus albidus
- Centromerus amurensis
- Centromerus andrei
- Centromerus andriescui
- Centromerus anoculus
- Centromerus arcanus
- Centromerus balazuci
- Centromerus bonaeviae
- Centromerus brevivulvatus
- Centromerus bulgarianus
- Centromerus capucinus
- Centromerus cavernarum
- Centromerus chappuisi
- Centromerus cinctus
- Centromerus clarus
- Centromerus cornupalpis
- Centromerus cottarellii
- Centromerus crinitus
- Centromerus dacicus
- Centromerus denticulatus
- Centromerus desmeti
- Centromerus difficilis
- Centromerus dilutus
- Centromerus dubius
- Centromerus europaeus
- Centromerus fagicola
- Centromerus fuerteventurensis
- Centromerus furcatus
- Centromerus gentilis
- Centromerus incilium
- Centromerus lakatnikensis
- Centromerus latidens
- Centromerus laziensis
- Centromerus leruthi
- Centromerus levitarsis
- Centromerus longibulbus
- Centromerus ludovici
- Centromerus milleri
- Centromerus minor
- Centromerus minutissimus
- Centromerus obenbergeri
- Centromerus obscurus
- Centromerus pabulator
- Centromerus pacificus
- Centromerus paradoxus
- Centromerus pasquinii
- Centromerus persimilis
- Centromerus persolutus
- Centromerus phoceorum
- Centromerus piccolo
- Centromerus prudens
- Centromerus puddui
- Centromerus qinghaiensis
- Centromerus qingzangensis
- Centromerus remotus
- Centromerus satyrus
- Centromerus sellarius
- Centromerus semiater
- Centromerus serbicus
- Centromerus serratus
- Centromerus setosus
- Centromerus sexoculatus
- Centromerus silvicola
- Centromerus sinuatus
- Centromerus sinus
- Centromerus subalpinus
- Centromerus subcaecus
- Centromerus succinus
- Centromerus sylvaticus
- Centromerus tennapex
- Centromerus terrigenus
- Centromerus timidus
- Centromerus tridentinus
- Centromerus trilobus
- Centromerus truki
- Centromerus turcicus
- Centromerus unctus
- Centromerus unicolor
- Centromerus unidentatus
- Centromerus ussuricus
- Centromerus valkanovi
- Centromerus variegatus
- Centromerus viduus
- Centromerus yadongensis